# فریبرز اسماعیلی
فریبرز اسماعیلی (۱۰ تیر ۱۳۱۹ – ۱۹ فروردین ۱۳۹۹) بازیکن فوتبال اهل ایران بود. وی سابقه بازی در تیم‌های تاج تهران و عقاب تهران را دارد.

## دوران باشگاهی
فریبرز اسماعیلی مانند بسیاری از هم‌نسلان خود فوتبالش را از زمین‌های خاکی آغاز کرد. در آغاز جوانی به تیم جوانان شاهین در محله چهارصددستگاه پیوست و سپس راهی تیم دیهیم که تیم دوم  تاج تهران بود پیوست و فوتبالش را زیر نظر رسول مددنوعی پی گرفت و هم‌زمان در دیدارهای دوستانه تیم تاج را همراهی می‌کرد تا اینکه در سال ۱۳۴۱ وارد تیم اصلی تاج تهران شد و در قهرمانی بدون شکست آن سال تیم تاج در جام باشگاه‌های تهران یکی از مهره‌های اصلی به شمار می‌آمد. ایشان بیشتر سال‌های فوتبال خود را در تیم عقاب تهران سپری کرد.
منبع 

## حضور در تیم ملی
وی سابقه ۱۴ بازی و ۴ گل ملی در کارنامه دارد. از جمله مهمترین بازی‌های اسماعیلی در قالب تیم ملی می‌توان به ۲ بازی وی در المپیک تابستانی ۱۹۶۴ اشاره کرد. همچنین تیم ملی ایران در دیدار نیمه‌نهایی بازی‌های آسیایی ۱۹۶۶ با تک گل اسماعیلی تیم ملی ژاپن را شکست داد و به فینال راه یافت. 

## افتخارات

### به عنوان بازیکن

#### باشگاهی

##### دیهیم
- دسته دوم جام باشگاه‌های تهران: ۱۳۳۸

##### تاج
- جام باشگاه‌های تهران: ۱۳۴۱

##### شعاع
- جام دوستی تهران: ۱۳۴۳

#### ملی
- جام اکو: ۱۹۶۵
- جام ملت‌های آسیا: ۱۹۶۸

#### انفرادی
حضور در المپیک تابستانی ۱۹۶۴
آقای گل جام باشگاه‌های تهران ۱۳۴۴
مدال نقره بازی‌های آسیایی ۱۹۶۶
منبع